# Смирнов, Михаил Анатольевич (футболист)
Михаил Анатольевич Смирнов (род. 10 августа 1967, Минск) — советский и белорусский футболист, играл на позиции полузащитника.

## Биография
Воспитанник минского «Динамо», в заявку которого попал в 1985 году, однако за 3 года провёл лишь несколько матчей в Кубке Федерации. В начале 1989 года перешёл в Навбахор, однако через полгода перебрался в могилёвский «Днепр». В конце 1991 года переехал в венгерский «Вашаш». В 1992 году играл за «Завишу». В 1993 году перебрался в российский клуб «Торпедо» из Москвы, за который в чемпионате России дебютировал 3 апреля того года в выездном матче 5-го тура против сочинской «Жемчужины», выйдя на 71-й минуте матча на замену Андрею Новгородову. Проведя полгода в России, вскоре вернулся в минское «Динамо». В 1994 году перебрался в Германию, где играл на протяжении 9 лет в основном за клубы низших немецких дивизионов. В 2003 году в минском «Локомотиве» завершил профессиональную карьеру. В 2006 и в 2010 году работал одним из тренеров «Дариды».